# Natação no Campeonato Europeu de Esportes Aquáticos de 2018 - 100 m peito feminino
A prova dos 100 metros peito feminino da natação no Campeonato Europeu de Esportes Aquáticos de 2018 ocorreu nos dias 4 e 5 de agosto no Tollcross International Swimming Centre, em Glasgow no Reino Unido. 

## Calendário
| Fase          | Data        | Hora  |
| ------------- | ----------- | ----- |
| Eliminatórias | 4 de agosto | 09:50 |
| Semifinal     | 4 de agosto | 17:31 |
| Final         | 5 de agosto | 17:25 |

Todos os horários estão no horário local (UTC+0)

## Recordes
Antes desta competição, os recordes eram os seguintes:
|                       | Nadadora       | Tempo   | Local     | Data                |
| --------------------- | -------------- | ------- | --------- | ------------------- |
| Recorde mundial       | Lilly King     | 1:04.13 | Budapeste | 25 de julho de 2017 |
| Recorde europeu       | Rūta Meilutytė | 1:04.35 | Barcelona | 28 de julho de 2013 |
| Recorde do campeonato | Rūta Meilutytė | 1:06.16 | Londres   | 17 de maio de 2016  |

Os seguintes novos recordes foram estabelecidos durante esta competição. 
| Data        | Prova     | Nadadora        | Nacionalidade | Tempo   | Recordes              |
| ----------- | --------- | --------------- | ------------- | ------- | --------------------- |
| 4 de agosto | Semifinal | Yuliya Yefimova | Rússia        | 1:05.87 | Recorde do campeonato |
| 5 de agosto | Final     | Yuliya Yefimova | Rússia        | 1:05.53 | Recorde do campeonato |

## Medalhistas
| Ouro                  | Prata                | Bronze                    |
| Yuliya Yefimova (RUS) | Rūta Meilutytė (LTU) | Arianna Castiglioni (ITA) |

## Resultados

### Eliminatórias
Esses foram os resultados das eliminatórias. 
| Pos. | Bateria | Raia | Nadadora                | Nacionalidade | Tempo   | Notas            |
| ---- | ------- | ---- | ----------------------- | ------------- | ------- | ---------------- |
| 1    | 4       | 4    | Rūta Meilutytė          | Lituânia      | 1:06.89 | Q                |
| 2    | 4       | 5    | Arianna Castiglioni     | Itália        | 1:07.13 | Q                |
| 3    | 5       | 4    | Yuliya Yefimova         | Rússia        | 1:07.25 | Q                |
| 4    | 4       | 3    | Siobhan-Marie O'Connor  | Reino Unido   | 1:07.32 | Q                |
| 5    | 3       | 4    | Jessica Vall            | Espanha       | 1:07.53 | Q                |
| 6    | 4       | 6    | Marina García Urzainqui | Espanha       | 1:07.62 | Q                |
| 7    | 4       | 7    | Sophie Hansson          | Suécia        | 1:07.70 | Q                |
| 8    | 5       | 6    | Martina Carraro         | Itália        | 1:07.83 | Q                |
| 9    | 3       | 3    | Rikke Møller Pedersen   | Dinamarca     | 1:07.90 | Q                |
| 10   | 3       | 6    | Vitalina Simonova       | Rússia        | 1:07.92 | Q                |
| 11   | 5       | 0    | Anna Sztankovics        | Hungria       | 1:08.05 | Q                |
| 12   | 3       | 7    | Fanny Lecluyse          | Bélgica       | 1:08.17 | Q                |
| 13   | 5       | 8    | Imogen Clark            | Reino Unido   | 1:08.41 | Q                |
| 14   | 4       | 8    | Ida Hulkko              | Finlândia     | 1:08.48 | Q                |
| 15   | 3       | 5    | Mona McSharry           | Irlanda       | 1:08.53 | Q                |
| 15   | 3       | 8    | Matilde Schrøder        | Dinamarca     | 1:08.53 | Q                |
| 15   | 5       | 5    | Sarah Vasey             | Reino Unido   | 1:08.53 |                  |
| 18   | 4       | 2    | Jenna Laukkanen         | Finlândia     | 1:08.56 |                  |
| 18   | 5       | 3    | Tes Schouten            | Países Baixos | 1:08.56 |                  |
| 20   | 3       | 2    | Natalia Ivaneeva        | Rússia        | 1:08.64 |                  |
| 21   | 5       | 2    | Jessica Steiger         | Alemanha      | 1:08.88 |                  |
| 22   | 1       | 4    | Anna Wermuth            | Dinamarca     | 1:08.93 |                  |
| 23   | 5       | 7    | Chloé Tutton            | Reino Unido   | 1:08.94 |                  |
| 24   | 2       | 5    | Jessica Eriksson        | Suécia        | 1:08.99 |                  |
| 25   | 3       | 1    | Fanny Deberghes         | França        | 1:09.11 |                  |
| 26   | 5       | 9    | Lisa Mamié              | Suíça         | 1:09.14 |                  |
| 27   | 4       | 0    | Maria Romanjuk          | Estónia       | 1:09.18 |                  |
| 28   | 5       | 1    | Kotryna Teterevkova     | Lituânia      | 1:09.22 |                  |
| 29   | 4       | 1    | Weronika Hallmann       | Polónia       | 1:09.28 |                  |
| 30   | 2       | 6    | Tatiana Chișca          | Moldávia      | 1:09.31 | Recorde nacional |
| 31   | 2       | 1    | Anastasia Gorbenko      | Israel        | 1:09.44 |                  |
| 32   | 3       | 0    | Viktoriya Zeynep Güneş  | Turquia       | 1:09.70 |                  |
| 33   | 2       | 3    | Tjaša Vozel             | Eslovênia     | 1:09.87 |                  |
| 34   | 2       | 2    | Thea Blomsterberg       | Dinamarca     | 1:09.91 |                  |
| 35   | 2       | 7    | Dalma Sebestyén         | Hungria       | 1:10.21 |                  |
| 36   | 1       | 6    | Alina Bulmag            | Moldávia      | 1:10.35 |                  |
| 36   | 1       | 2    | Cornelia Pammer         | Áustria       | 1:10.35 |                  |
| 38   | 1       | 3    | Nikoletta Pavlopoulou   | Grécia        | 1:10.49 |                  |
| 39   | 2       | 0    | Stina Kajsa Colleou     | Noruega       | 1:10.78 |                  |
| 40   | 1       | 5    | Sara Staudinger         | Suíça         | 1:10.96 |                  |
| 41   | 2       | 8    | Raquel Pereira          | Portugal      | 1:11.22 |                  |
| 42   | 3       | 9    | Tina Čelik              | Eslovênia     | 1:11.44 |                  |
| 43   | 2       | 4    | Elena Guttmann          | Áustria       | 1:11.53 |                  |
| 44   | 1       | 1    | Kristýna Horská         | Chéquia       | 1:11.80 |                  |
| 44   | 1       | 7    | Lea Polonsky            | Israel        | 1:11.80 |                  |
| 46   | 1       | 8    | Maria Harutjunjan       | Estónia       | 1:11.97 |                  |
| 47   | 2       | 9    | Veera Kivirinta         | Finlândia     | 1:12.00 |                  |
| 48   | 4       | 9    | Andrea Podmaníková      | Eslováquia    | 1:12.18 |                  |

### Semifinal
Esses foram os resultados das semifinais. 
Semifinal 1
| Pos. | Raia | Nadadora                | Nacionalidade | Tempo   | Notas |
| ---- | ---- | ----------------------- | ------------- | ------- | ----- |
| 1    | 5    | Siobhan-Marie O'Connor  | Reino Unido   | 1:06.99 | Q     |
| 2    | 4    | Arianna Castiglioni     | Itália        | 1:07.01 | Q     |
| 3    | 3    | Marina García Urzainqui | Espanha       | 1:07.58 | Q     |
| 4    | 6    | Martina Carraro         | Itália        | 1:07.71 | Q     |
| 5    | 2    | Vitalina Simonova       | Rússia        | 1:07.90 |       |
| 6    | 7    | Fanny Lecluyse          | Bélgica       | 1:07.95 |       |
| 7    | 1    | Ida Hulkko              | Finlândia     | 1:08.04 |       |
| 8    | 8    | Mona McSharry           | Irlanda       | 1:08.40 |       |

Semifinal 2
| Pos. | Raia | Nadadora              | Nacionalidade | Tempo   | Notas |
| ---- | ---- | --------------------- | ------------- | ------- | ----- |
| 1    | 5    | Yuliya Yefimova       | Rússia        | 1:05.87 | Q,    |
| 2    | 3    | Jessica Vall          | Espanha       | 1:07.08 | Q     |
| 3    | 4    | Rūta Meilutytė        | Lituânia      | 1:07.16 | Q     |
| 4    | 6    | Sophie Hansson        | Suécia        | 1:07.61 | Q     |
| 5    | 2    | Rikke Møller Pedersen | Dinamarca     | 1:07.96 |       |
| 6    | 1    | Imogen Clark          | Reino Unido   | 1:08.36 |       |
| 7    | 7    | Anna Sztankovics      | Hungria       | 1:08.59 |       |
| 8    | 8    | Matilde Schrøder      | Dinamarca     | 1:08.76 |       |

### Final
Esse foi o resultado da final. 
| Pos.              | Raia | Nadadora                | Nacionalidade | Tempo   | Notas                 |
| ----------------- | ---- | ----------------------- | ------------- | ------- | --------------------- |
| Medalha de ouro   | 4    | Yuliya Yefimova         | Rússia        | 1:05.53 | Recorde do campeonato |
| Medalha de prata  | 2    | Rūta Meilutytė          | Lituânia      | 1:06.26 |                       |
| Medalha de bronze | 3    | Arianna Castiglioni     | Itália        | 1:06.54 |                       |
| 4                 | 6    | Jessica Vall            | Espanha       | 1:06.98 |                       |
| 5                 | 5    | Siobhan-Marie O'Connor  | Reino Unido   | 1:07.30 |                       |
| 6                 | 7    | Marina García Urzainqui | Espanha       | 1:07.55 |                       |
| 7                 | 8    | Martina Carraro         | Itália        | 1:07.59 |                       |
| 8                 | 1    | Sophie Hansson          | Suécia        | 1:07.67 |                       |

Legenda
| Recorde mundial       | Recorde mundial (World record)               |                       | Recorde africano                      | Recorde africano (African) |                                           | Q | Classificado por posição (Qualified) |
| Recorde do campeonato | Recorde do campeonato (Championship record)  | Recorde da América    | Recorde da América (Americas)         | q                          | Classificado por melhor tempo (Qualified) |   |                                      |
| Melhor marca do ano   | Melhor marca do ano (World leading)          | Recorde asiático      | Recorde asiático (Asian)              | DNS                        | Não largou (Did not start)                |   |                                      |
| Recorde nacional      | Recorde nacional (National record)           | Recorde europeu       | Recorde europeu (European)            | DNF                        | Não terminou (Did not finish)             |   |                                      |
| Recorde pessoal       | Recorde pessoal do atleta (Personal best)    | Recorde da Oceania    | Recorde da Oceania (Oceania)          | DSQ / DQ                   | Desclassificado (Disqualified)            |   |                                      |
| Recorde da temporada  | Recorde da temporada do atleta (Season best) | Recorde sul-americano | Recorde sul-americano (South America) | NM                         | Sem marca (No mark)                       |   |                                      |